# Molytinae

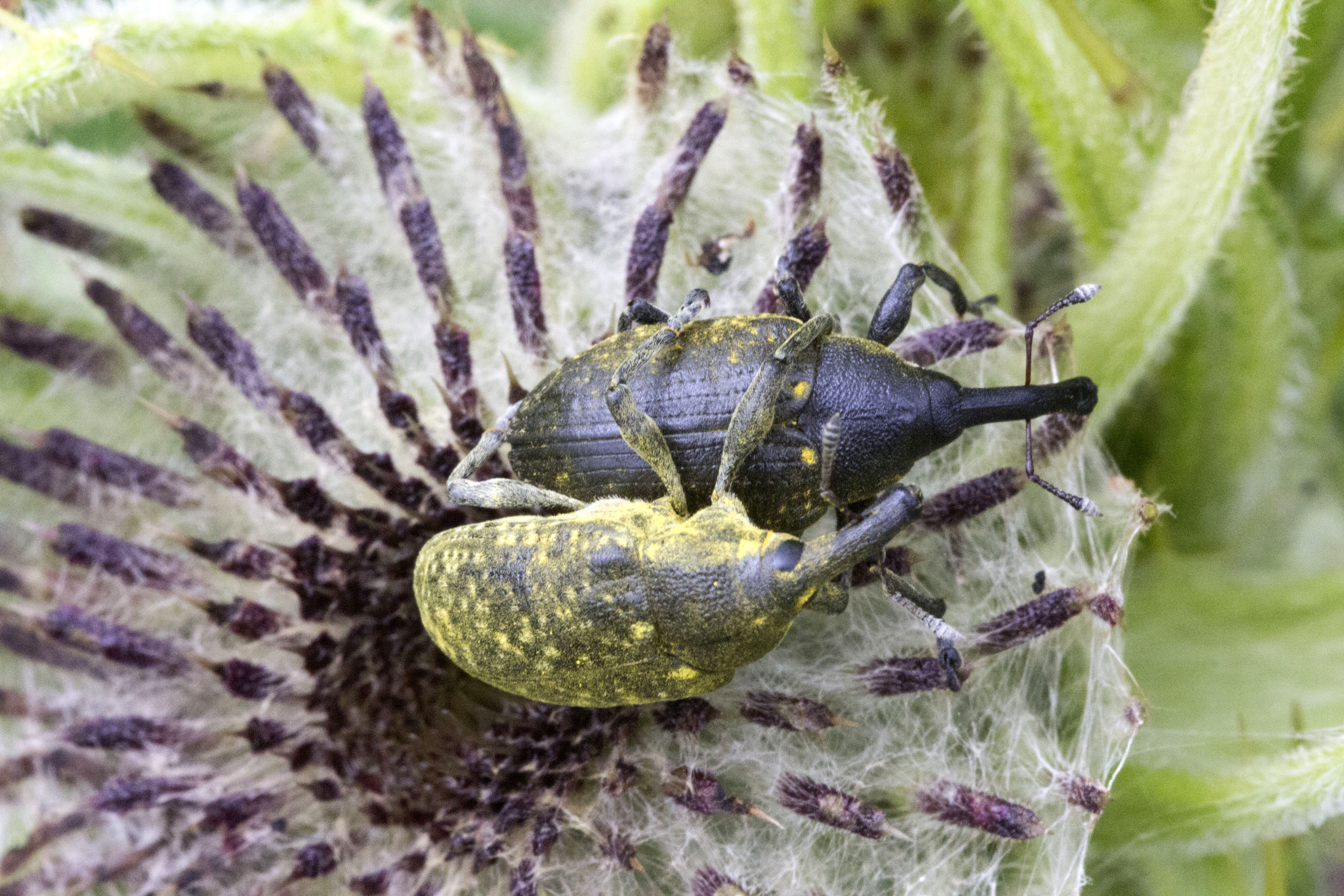
Liparus

Molytinae là một phân họ bọ cánh cứng trong họ Curculionidae được Carl Johan Schönherr miêu tả năm 1823.

## Các tông
Molytinae bao gồm các tông sau:
- Amalactini
- Aminyopini
- Amorphocerin
- Anchonini
- Cholini
- Cleogonini
- Conotrachelini
- Cycloterini
- Dinomorphini
- Euderini
- Galloisiini
- Guioperini
- Hylobiini
- Ithyporini
- Juanorhinini
- Lepyrini
- Lithinini
- Lymantini
- Mecysolobini
- Metatygini
- Molytini
- Nettarhinini
- Pacholenini
- Paipalesomini
- Petalochilini
- Phoenicobatini
- Phrynixini (sometimes in Curculioninae)
- Pissodini
- Sternechini
- Styanacini
- Thalasselephantini
- Trachodini
- Trigonocolini
- Trypetidini (sometimes in Curculioninae)

Trong một số cách phân loại cũ, Bagoinae, Cryptorhynchinae, Hyperinae, Lixinae và Mesoptiliinae nằm trong Molytinae ở cấp tông, cũng như Itini thì ngược lại được xem là tông của Curculioninae.

## Hình ảnh

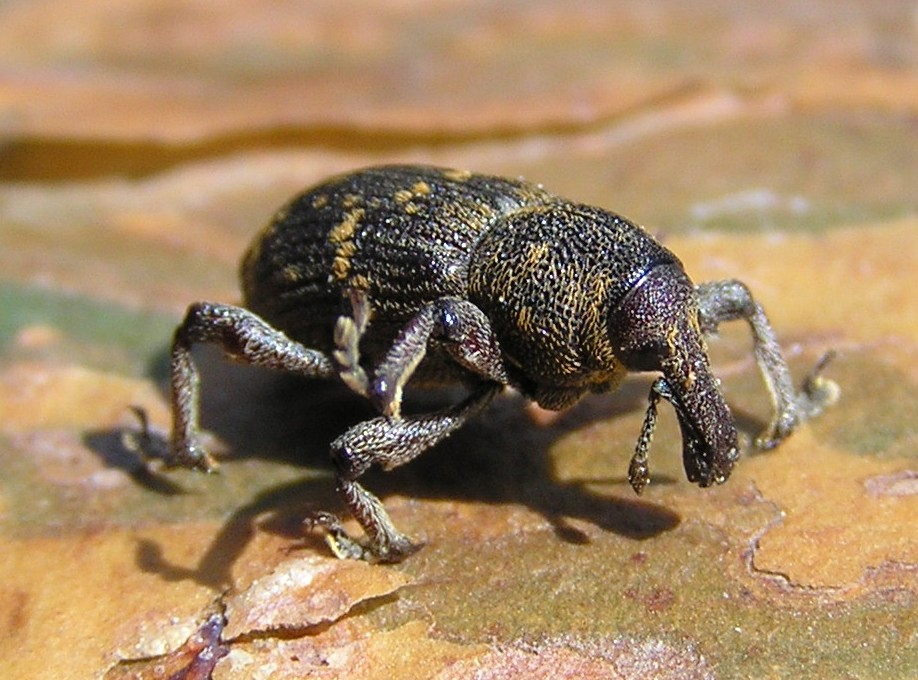
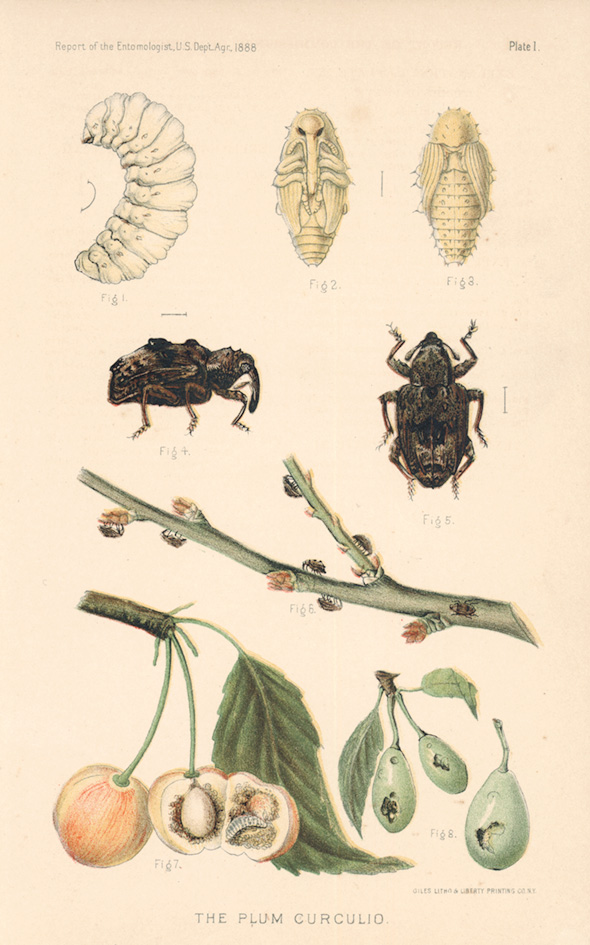
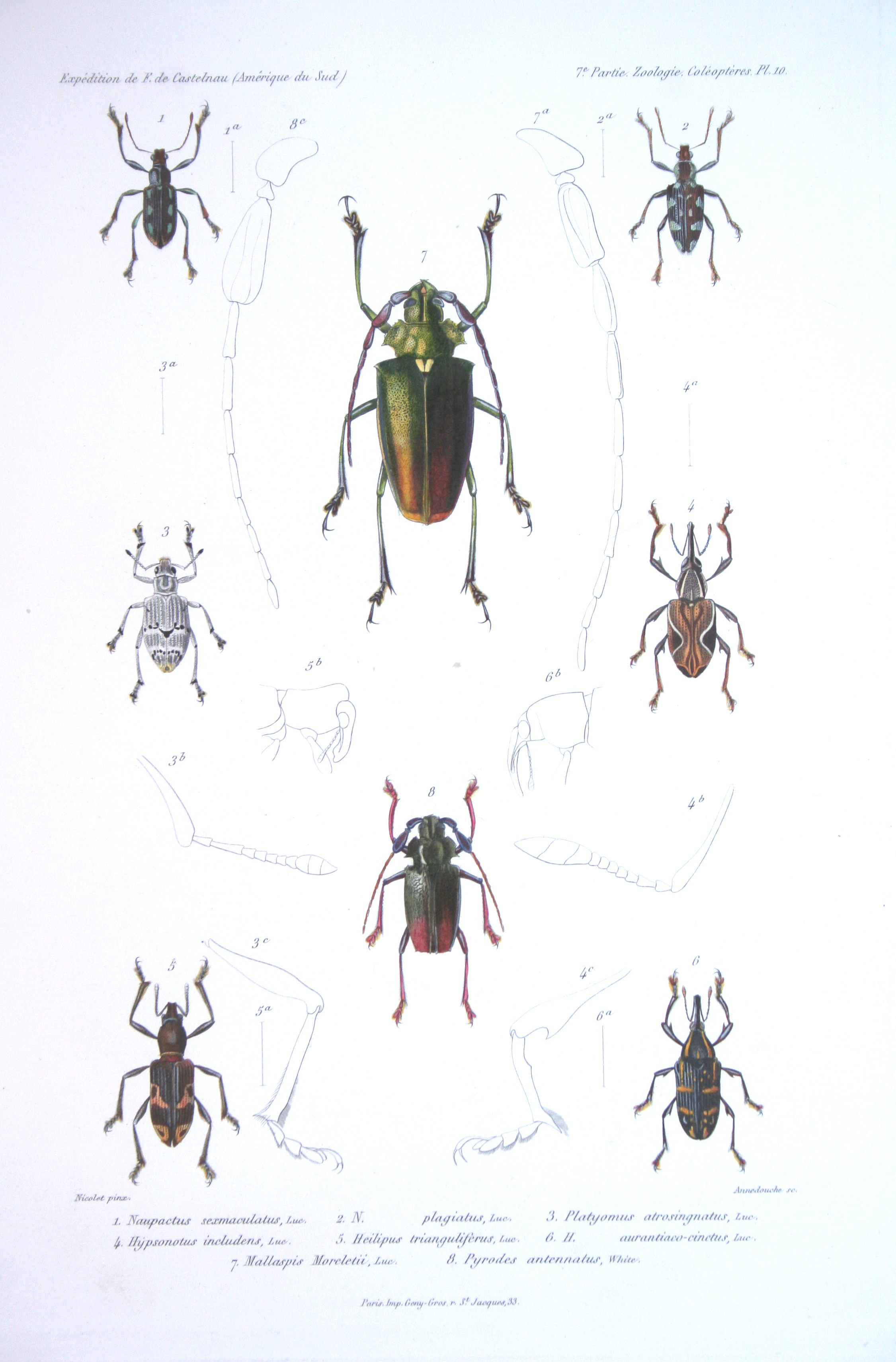
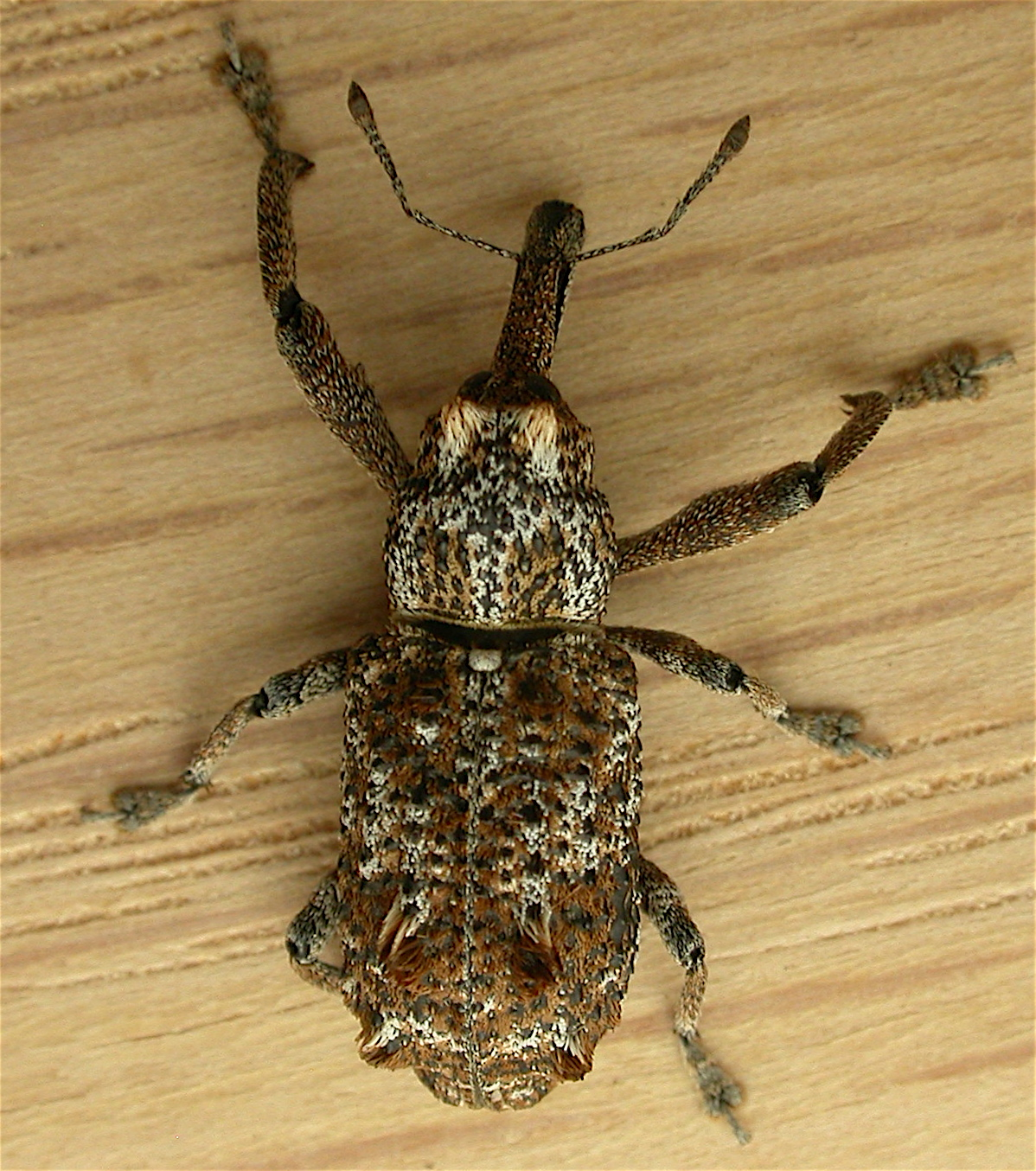